# William Ewart Gladstone
William Ewart Gladstone FRS (/ˈɡlædˌstən/; Liverpool, 29 de dezembro de 1809 – Hawarden, 19 de maio de 1898) foi um estadista britânico e político liberal. Em uma carreira de mais de 60 anos, ele serviu por 12 anos como Primeiro-Ministro do Reino Unido, distribuídos por quatro mandatos começando em 1868 e terminando em 1894. Ele também foi Chanceler do Tesouro quatro vezes, servindo mais de 12 anos.
Gladstone nasceu em Liverpool, filho de pais escoceses. Ele entrou pela primeira vez na Câmara dos Comuns em 1832, começando sua carreira política como Alto Tory, um grupo que se tornou o Partido Conservador sob Robert Peel em 1834. Gladstone serviu como ministro em ambos os governos de Peel e em 1846 juntou-se à facção Peelite separatista, que eventualmente se fundiu no novo Partido Liberal em 1859. Ele foi chanceler de Lord Aberdeen (1852–1855), Lord Palmerston (1859–1865) e Lord Russell (1865–1866). A própria doutrina política de Gladstone — que enfatizava a igualdade de oportunidades e a oposição ao protecionismo comercial — veio a ser conhecida como liberalismo gladstoniano. Sua popularidade entre a classe trabalhadora lhe rendeu o apelido de "O William do Povo".
Em 1868, Gladstone tornou-se primeiro-ministro pela primeira vez. Muitas reformas foram aprovadas durante seu primeiro ministério, incluindo o desestabelecimento da Igreja da Irlanda e a introdução do voto secreto. Após a derrota eleitoral em 1874, Gladstone renunciou ao cargo de líder do Partido Liberal. A partir de 1876, ele começou um retorno baseado na oposição à reação do Império Otomano ao Levante de Abril da Bulgária. Sua Campanha Midlothian de 1879-80 foi um dos primeiros exemplos de muitas técnicas modernas de campanha política. Após as eleições gerais de 1880, Gladstone formou seu segundo ministério (1880-1885), que viu a aprovação da Lei da Terceira Reforma, bem como crises no Egito (culminando na Queda de Cartum) e na Irlanda, onde seu governo aprovou medidas repressivas, mas também melhorou os direitos legais dos arrendatários irlandeses.
De volta ao cargo no início de 1886, Gladstone propôs um governo autônomo para a Irlanda, mas foi derrotado na Câmara dos Comuns. A divisão resultante no Partido Liberal ajudou a mantê-los fora do cargo — com uma pequena pausa — por 20 anos. Gladstone formou seu último governo em 1892, aos 82 anos. O projeto de lei do governo da Irlanda de 1893 foi aprovado na Câmara dos Comuns, mas foi derrotado na Câmara dos Lordes em 1893. Gladstone deixou o cargo em março de 1894, aos 84 anos, sendo a pessoa mais velha a servir como primeiro-ministro e o único primeiro-ministro a ter servido quatro termos. Ele deixou o Parlamento em 1895 e morreu três anos depois.
Gladstone era carinhosamente conhecido por seus partidários como "The People's William" ou "G.O.M." ("Grand Old Man", ou, para rivais políticos "God Only Mistake"). Os historiadores costumam chamá-lo de um dos maiores líderes da Grã-Bretanha. Ele foi eleito membro da American Philosophical Society em 1881.
Gladstone escreveu um tratado de mais de 700 páginas sobre Homero. Foi o primeiro a propor as ideias de que a Ilíada não era de todo uma história ficcional, mas que realmente aconteceu, e que os povos primitivos não tinham palavras para descrever a maioria das cores, sendo culturamente cegos para elas, embora não o fossem biologicamente.